# قائمة أهداف سعيد العويران الدولية
سعيد العويران مهاجم كرة قدم سابق مثل المنتخب السعودي لكرة القدم (1991–1998). وهو الهداف التاسع لمنتخب البلاد على مر التاريخ. سجل 24 هدفا في 75 مباراة دولية رسمية.

## الأهداف الدولية
نتائج وحصاد الأهداف السعودية في أول مؤشر، عمود النتيجة مؤشر على النتيجة بعد كل هدف للعويران.
| ركلة جزاء | يشير إلى تسجيل هدف من ركلة جزاء |

| رقم | التاريخ        | المكان                                                       | الخصم                    | النتيجة | الحصيلة | المنافسة               | مرجع |
| --- | -------------- | ------------------------------------------------------------ | ------------------------ | ------- | ------- | ---------------------- | ---- |
| 1   | 20 أكتوبر 1992 | ملعب الملك فهد الدولي، الرياض، السعودية                      | الأرجنتين                | 1–3     | 1–3     | كأس الملك فهد 1992     |      |
| 2   | 2 نوفمبر 1992  | ملعب بينغو الرياضي، أونوميتشي، اليابان                       | تايلاند                  | 1–0     | 4–0     | كأس آسيا 1992          |      |
| 3   | 6 نوفمبر 1992  | استاد هيروشيما، هيروشيما، اليابان                            | الإمارات العربية المتحدة | 1–0     | 2–0     | كأس آسيا 1992          |      |
| 4   | 10 ديسمبر 1992 | استاد خليفة الدولي، الدوحة، قطر                              | قطر                      | 1–0     | 1–0     | كأس الخليج العربي 11   |      |
| 5   | 1 مايو 1993    | ملعب مرديكا، كوالالمبور، ماليزيا                             | ماكاو                    | 2–0     | 6–0     | تصفيات كأس العالم 1994 |      |
| 6   | 1 مايو 1993    | ملعب مرديكا، كوالالمبور، ماليزيا                             | ماكاو                    | 3–0     | 6–0     | تصفيات كأس العالم 1994 |      |
| 7   | 14 مايو 1993   | ملعب الملك فهد الدولي، الرياض، السعودية                      | ماكاو                    | 4–0     | 8–0     | تصفيات كأس العالم 1994 |      |
| 8   | 14 مايو 1993   | ملعب الملك فهد الدولي، الرياض، السعودية                      | ماكاو                    | 6–0     | 8–0     | تصفيات كأس العالم 1994 |      |
| 9   | 14 مايو 1993   | ملعب الملك فهد الدولي، الرياض، السعودية                      | ماكاو                    | 7–0     | 8–0     | تصفيات كأس العالم 1994 |      |
| 10  | 18 مايو 1993   | ملعب الملك فهد الدولي، الرياض، السعودية                      | الكويت                   | 1–0     | 2–0     | تصفيات كأس العالم 1994 |      |
| 11  | 17 سبتمبر 1993 | مدينة الأمير سعود بن جلوي الرياضية، الخبر، السعودية          | تايلاند                  | 1–0     | 4–0     | مباراة ودية            |      |
| 12  | 20 سبتمبر 1993 | مدينة الأمير سعود بن جلوي الرياضية، الخبر، السعودية          | تايلاند                  | 1–0     | 3–0     | مباراة ودية            |      |
| 13  | 24 أكتوبر 1993 | استاد خليفة الدولي، الدوحة، قطر                              | العراق                   | 1–1     | 1–1     | تصفيات كأس العالم 1994 |      |
| 14  | 29 يونيو 1994  | ملعب روبرت كينيدي التذكاري، واشنطن العاصمة، الولايات المتحدة | بلجيكا                   | 1–0     | 1–0     | كأس العالم 1994        |      |
| 15  | 10 نوفمبر 1994 | ستاد مدينة زايد الرياضية، أبو ظبي، الإمارات العربية المتحدة  | البحرين                  | 2–0     | 3–1     | كأس الخليج العربي 12   |      |
| 24  | 9 مايو 1998    | ستاد بيير دي كوبيرتان، كان، فرنسا                            | ترينيداد وتوباغو         | 2–1     | 2–1     | مباراة ودية            |      |